# Contragambito Albin
|       |       |       |       |       |       |       |       |       |  |
|       | a8 rd | b8 nd | c8 bd | d8 qd | e8 kd | f8 bd | g8 nd | h8 rd |  |
| a7 pd | b7 pd | c7 pd | d7    | e7    | f7 pd | g7 pd | h7 pd |       |  |
| a6    | b6    | c6    | d6    | e6    | f6    | g6    | h6    |       |  |
| a5    | b5    | c5    | d5 pd | e5 pd | f5    | g5    | h5    |       |  |
| a4    | b4    | c4 pl | d4 pl | e4    | f4    | g4    | h4    |       |  |
| a3    | b3    | c3    | d3    | e3    | f3    | g3    | h3    |       |  |
| a2 pl | b2 pl | c2    | d2    | e2 pl | f2 pl | g2 pl | h2 pl |       |  |
| a1 rl | b1 nl | c1 bl | d1 ql | e1 kl | f1 bl | g1 nl | h1 rl |       |  |
|       |       |       |       |       |       |       |       |       |  |

El Contragambito Albin (ECO D08-D09) 2.... e5, es una de las variantes principales del Gambito de dama. El Contragambito Albin plantea un interesante contraataque, que, aunque se parece al Contragambito Falkbeer difiere extraordinariamente, ya que el peón blanco no está atacado por la dama. Con un juego correcto las blancas deben sacar ventaja, pero existen numerosas celadas, como la Celada Lasker. 
Línea principal
1.d4 d5
2.c4 e5
1.d4 d5 2.c4 e5 3.dxe5 d4 4.Cf3
1.d4 d5 2.c4 e5 3.dxe5 d4 4.Cf3 Cc6 5.Cbd2
1.d4 d5 2.c4 e5 3.dxe5 d4 4.Cf3 Cc6 5.Cbd2 Ag4 6.h3 Axf3 7.Cxf3 Ab4+ 8.Ad2 De7
1.d4 d5 2.c4 e5 3.dxe5 d4 4.Cf3 Cc6 5.Cbd2 f6
1.d4 d5 2.c4 e5 3.dxe5 d4 4.Cf3 Cc6 5.Cbd2 De7
1.d4 d5 2.c4 e5 3.dxe5 d4 4.Cf3 Cc6 5.g3
1.d4 d5 2.c4 e5 3.dxe5 d4 4.e3 Ab4+ 5.Ad2 dxe3